# Pere Alsius i Torrent
Pere Alsius i Torrent (Banyoles, 15 d'agost de 1839 - ibídem, 20 de febrer de 1915) fou un farmacèutic, arqueòleg i historiador banyolí.

## Biografia
Era fill de Miquel Alsius Ribas i Francesca Torrent Constants, de Malgrat de Mar. Es va casar amb Joana Ricart i Coll. Llicenciat en Farmàcia el 10 d'octubre de 1861, obtingué el premi extraordinari de la Llicenciatura, es posà a dirigir la farmàcia de la seva vila, coneguda com a Can Fina. Pertanyia a una nissaga de farmacèutics banyolins que fou fundada als voltants de 1758. Va ser fundador del Col·legi de farmacèutics de Girona (1898) i hi va tenir diferents càrrecs.
Durant el bienni de 1880-1881 va ser alcalde de la ciutat, així com membre de diferents entitats banyolines, com la Sociedad de Fomento de Bañolas, el Montepío de Bomberos, o les Conferències de Sant Vicenç de Paül. Va ser president de l'Associació Literària de Girona i soci de la Sociedad Económica de Amigos del País i soci corresponent d'entitats, com de la Reial Acadèmia de Bones Lletres de Barcelona. Va renunciar al títol honorífic de Cavaller de l'Ordre d'Isabel la Catòlica, que per Reial Decret de 26 d'octubre de 1891 se li concedia. Pot ser considerat com un dels erudits més importants que van veure la llum a finals del segle xix a Catalunya, molt lligat al moviment cultural conegut com la Renaixença. Les seves contribucions a la història, la geografia i la geologia locals de Banyoles van ser una de les bases de la historiografia local posterior.
Va ser pioner en algunes disciplines científiques, com la Prehistòria, de la qual pot ser considerat el pare de la prehistòria catalana. La seva excavació el 1871 dels sediments magdalenienses a la Bora Gran d'En Carreras (Serinyà) va ser la base per escriure un manuscrit, El magdalenense en la provincia de Gerona, editat amb posterioritat. El qual és una de les primeres aportacions de la Prehistòria de Catalunya, tal com va reconèixer Pere Bosch i Gimpera en 1919. Conegut internacionalment pel descobriment de la Mandíbula de Banyoles que tingué lloc el mes d'abril de l'any 1887 entre els bancs de tova calcària (travertins) del Pla de la Formiga, constituïts pels dipòsits sedimentaris de l'antic llac, molt més gran que l'actual. És una Mandíbula d'un home preneandertalià, d'uns 90 000 anys. És el primer i un dels escassos vestigis d'aquest home als Països Catalans.
En l'àmbit de la història local publicà, el 1872, un Ensaig Histórich sobre la vila de Banyolas. Entre altres àmbits, la monografia s'ocupa de l'important monestir benedictí origen de la vila banyolina entorn del qual transcorre la història de la població. Ressenyant personatges destacables i descrivint monuments i documents al llarg de més de cinc-centes pàgines. Constituint el primer abordament amb certa sistemàtica de la història local.
En homenatge a Pere Alsius el primer Institut d'Educació Secundària i un carrer de la ciutat de Banyoles porten el seu nom.

## Obra[10]
- L'estany de Banyolas (1871)
- Breu ensaig geòlogich de la conca de Banyolas (1871)
- Ensaig históric sobre la vila de Banyolas. Estampa de L.Obradors y P.Sulé (1872)
- Nomenclator geográfico histórico de la província de Gerona des de la mas remota antigüedad hasta el siglo XV. Imprenta y Libreria de Paciano Torres (1883)
- Seriña reseña històrica de este pueblo desde la más remota antigüedad hasta nuestros días (1895)
- Banyoles: Estampa de F. Mateu i Vilardell (1895)
- El magdaleniense en la provincia de Gerona (1907)
- Centenari de la guerra de la independencia. Homenatje al Doctor Rovira y demés fills de Banyolas y Comarca que ́s sacrificaren per la Patria (1909)
- Centenari de la guerra de la Independencia: homenatje al doctor Rovira y demés fills de Banyoles. Banyolas: [s.n.], 1909.
- Ensaig històrich sobre la vila de Banyolas: homenatge al doctor Rovira y demés fills de Banyolas y comarca que's sacrificaren per la Patria